# 阿萨·坎德勒
阿萨·坎德勒（英语：Asa Griggs Candler，1851年12月30日—1929年3月12日），美国实业家、可口可乐公司创办人。他于1889年从美国药剂师约翰·彭伯顿全数购入可口可乐的配方，并于1892年正式在美国亚特兰大市成立可口可乐公司。
阿萨·坎德勒还曾于1916-1919年担任美国亚特兰大市市长。

## 个人生平
阿萨·坎德勒（Asa Griggs Candler）于1851年12月30日出生于美国乔治亚州的Villa Rica。1878年，他与第一任妻子露西·伊丽莎白·霍华德（Lucy Elizabeth Howard）结婚，二人育有5个子女。
阿萨·坎德勒还曾于1916-1919年担任美国亚特兰大市市长。1919年，阿萨·坎德勒的第一任妻子露西去世。1923年，阿萨·坎德勒与第二任妻子玛丽·里根·立德结婚。1929年3月12日，阿萨·坎德勒于乔治亚州亚特兰大市去世。

## 可口可乐公司
美国药剂师约翰·彭伯顿于1886年发明了可口可乐饮料的配方，约翰·彭伯顿的生意伙伴Frank M. Robinson将其命名为“可口可乐”。1887年起，阿萨·坎德勒开始逐渐收购可口可乐的配方、商标等，直到1889年完成全数收购。阿萨·坎德勒购入价格总额为2,300美金。1892年，阿萨·坎德勒在美国亚特兰大正式注册成立“可口可乐公司（The Coca-Cola Company）”。
在阿萨·坎德勒的领导下，1894年可口可乐公司在德克萨斯州达拉斯设立了第一个总部外的工厂，并于1895年在芝加哥以及洛杉矶也设立了生产工厂。1919年，阿萨·坎德勒的子女将可口可乐公司出售，售价高达2500万美金。